# Synaptomys
Synaptomys (Baird, 1857) è un genere di roditori della famiglia dei Cricetidi comunemente noti come lemming delle torbiere.

## Descrizione

### Dimensioni
Al genere Synaptomys appartengono roditori di piccole dimensioni, con lunghezza della testa e del corpo tra 100 e 130 mm, la lunghezza della coda tra 16 e 27 mm e un peso fino a 50 g.

### Caratteristiche craniche e dentarie
Il cranio è stretto, delicato, con un rostro notevolmente curvato verso il basso, corto e largo, mentre la scatola cranica è allungata. Le ossa nasali terminano leggermente oltre gli incisivi, i quali sono opistodonti, ovvero con le loro punte rivolte verso l'interno della bocca e attraversati in prossimità del margine esterno da un solco longitudinale. Le arcate zigomatiche sono poco sviluppate, la bolla timpanica è grande e rigonfia, il palato è corto. I denti sono privi di radici ed hanno la caratteristica forma prismatica della sottofamiglia. 
Sono caratterizzati dalla seguente formula dentaria:

### Aspetto
L'aspetto è quello tipico di un lemming. La pelliccia è moderatamente lunga e soffice. Le parti dorsali sono generalmente brunastre, mentre quelle ventrali sono più chiare. Le orecchie sono ben sviluppate e visibili. Le zampe sono di forma normale, il pollice è piccolo e provvisto di una grossa unghia appiattita, il palmo ha cinque cuscinetti, la pianta sei ed entrambi sono ricoperti di lunghi peli biancastri. La coda è corta più o meno quanto il piede, è finemente ricoperta di lunghe setole che tuttavia non nascondono completamente le scaglie sottostanti. Le femmine hanno 3 o 4 paia di mammelle.

## Distribuzione
Il genere è diffuso nell'America settentrionale.

## Tassonomia
Il genere comprende 2 specie.
- Sottogenere Synaptomys - Le femmine hanno tre paia di mammelle.
  - Synaptomys cooperi
- Sottogenere Mictomys (True, 1894) - Le femmine hanno quattro paia di mammelle.
  - Synaptomys borealis